# Matriz de coeficientes
En álgebra lineal, una matriz de coeficientes es una matriz que consta de los coeficientes de las variables de un conjunto de ecuaciones de primer grado, y se utiliza para resolverlo.

## Matriz de coeficientes
En general, un sistema con m ecuaciones de primer grado y n incógnitas se puede escribir como
{\displaystyle {\begin{aligned}a_{11}x_{1}+a_{12}x_{2}+\cdots +a_{1n}x_{n}&=b_{1}\\a_{21}x_{1}+a_{22}x_{2}+\cdots +a_{2n}x_{n}&=b_{2}\\&\;\;\vdots \\a_{m1}x_{1}+a_{m2}x_{2}+\cdots +a_{mn}x_{n}&=b_{m}\end{aligned}}}
donde {\displaystyle x_{1},x_{2},\ldots ,x_{n}} son las incógnitas y los números {\displaystyle a_{11},a_{12},\ldots ,a_{mn}} son los coeficientes del sistema. La matriz de coeficientes es la matriz m × n con cada coeficiente aij como la entrada (i, j):
{\displaystyle {\begin{bmatrix}a_{11}&a_{12}&\cdots &a_{1n}\\a_{21}&a_{22}&\cdots &a_{2n}\\\vdots &\vdots &\ddots &\vdots \\a_{m1}&a_{m2}&\cdots &a_{mn}\end{bmatrix}}}
Entonces, el conjunto de ecuaciones anterior se puede expresar de manera más sucinta como
{\displaystyle A\mathbf {x} =\mathbf {b} }
donde A es la matriz de coeficientes y b es el vector columna de los términos constantes.

## Relación de sus propiedades con las propiedades del sistema de ecuaciones
Por el teorema de Rouché–Frobenius, se dice que un sistema de ecuaciones es inconsistente (lo que significa que no tiene soluciones), si el rango de la matriz aumentada (la matriz de coeficientes aumentada con una columna adicional que consta del vector b) es mayor que el rango de la matriz de coeficientes. Si, por el contrario, los rangos de estas dos matrices son iguales, el sistema debe tener al menos una solución. La solución es única si y solo si el rango r es igual al número n de variables. De lo contrario, la solución general tiene n – r parámetros libres, y por lo tanto, en tal caso hay una infinidad de soluciones, que pueden encontrarse imponiendo valores arbitrarios a n – r de las variables y resolviendo el sistema resultante para su solución única. Diferentes opciones de qué variables fijar, y diferentes valores fijos de ellas, dan diferentes soluciones al sistema.

## Ecuaciones dinámicas
Una ecuación en diferencias matriciales de primer orden con término constante se puede escribir como
{\displaystyle \mathbf {y} _{t+1}=A\mathbf {y} _{t}+\mathbf {c} ,}
donde A es n × n y y y c son n × 1. Este sistema converge a su nivel de estado estacionario de y si y solo si los valores absolutos de todos los n autovalores de A son menores que 1.
Un sistema de ecuaciones diferenciales de primer orden con términos constantes se puede escribir como
{\displaystyle {\frac {d\mathbf {y} }{dt}}=A\mathbf {y} (t)+\mathbf {c} .}
Este sistema es estable si y solo si todos los n valores propios de A tienen partes reales negativas.